# ذو الفقار علي خليل الله
خليل الله الأول المعروف في التقليد الإسماعيلي النزاري بالاسم الصوفي ذو الفقار علي كان الإمام السابع والثلاثون لفرع قاسم شاهي من الإسماعيلية النزارية.
خلف خليل الله والده مراد ميرزا عندما توفي الأخير عام 1574 م. ومثل والده، أقام ودُفن في أنجدان بوسط بلاد فارس، حيث لا يزال شاهد قبره قائمًا حتى يومنا هذا. يُشير شاهد القبر إلى تاريخ وفاته الهجري الذي يقابل آذار 1634 م.
كانت لخليل الله علاقات وثيقة بالسلالة الصفوية الحاكمة. تزوج أميرة منهم، ربما كانت ابنة الشاه عباس الأول (حكم. 1588–1629 م)، وفي عام 1627 م، أصدر الحاكم الصفوي مرسومًا يعفي الشيعة في أنجدان من بعض الضرائب. وكما يشير فرهاد دفتري، فإن المرسوم يشير إلى الشيعة في أنجدان باعتبارهم اثني عشرية، مما يشير إلى أن خليل الله وأتباعه كانوا يخفون إيمانهم الحقيقي.
وخلفه ابنه نور الدهر علي.